# Suze-la-Rousse
Suze-la-Rousse ist eine französische Gemeinde mit 2067 Einwohnern (Stand 1. Januar 2022) im Département Drôme in der Region Auvergne-Rhône-Alpes; sie gehört zum Arrondissement Nyons und zum Kanton Le Tricastin.
Nachbargemeinden von Suze-la-Rousse sind Bollène, Rochegude, Tulette, Sainte-Cécile-les-Vignes, Bouchet, La Baume-de-Transit, Solérieux und Saint-Restitut.
Suze-la-Rousse ist einer der rund 100 Gemeinden, die ihren Wein unter der Herkunftsbezeichnung Côtes du Rhône Villages AOC vermarkten darf.

## Bevölkerungsentwicklung
| Jahr                       | 1962 | 1968 | 1975 | 1982 | 1990 | 1999 | 2009 | 2016 |
| Einwohner                  | 1056 | 1209 | 1197 | 1396 | 1422 | 1564 | 1886 | 2089 |
| Quellen: Cassini und INSEE |      |      |      |      |      |      |      |      |

## Sehenswürdigkeiten
- Burg/Schloss Suze-la Rousse (11. Jahrhundert), im 16. Jahrhundert im Renaissance-Stil als Herrschersitz ausgebaut
- 100 Meter westlich vom Schloss befindet sich die Ruine einer überdachten Tennisanlage aus dem 16. Jahrhundert
- Der Schlosspark La Garenne
- Schloss l’Étagnol (18. Jahrhundert)
- Schloss la Borie (18. Jahrhundert)
- Reste der Stadtbefestigung
- Weinbauinstitut des Institut universitaire de technologie de Valence (Université du Vin)

## Persönlichkeiten
- Louis-François Delisle de la Drevetière (1682–1756), Schriftsteller